# After School (EP)
After School é o terceiro  extended play da cantora estadunidense Melanie Martinez, lançado em 25 de setembro de 2020 pela Atlantic Records. "The Bakery" foi lançada em como primeiro single juntamente com o lançamento do EP. Martinez disse que o EP é "muito mais pessoal e menos ligado à Cry Baby".

## Antecedentes
Em uma entrevista com a revista V em setembro de 2019, Martinez declarou que lançaria canções que teriam estáticas com seu álbum anterior, K-12, mas que as canções seriam "mais pessoais e mais vulneráveis". Em 7 de janeiro de 2020, Martinez anunciou através de seus Stories do Instagram que lançaria um EP intitulado After School que teria estática da era K-12. O EP estava originalmente previsto para ser lançado na primavera de 2020. Martínez também anunciou anteriormente que ela havia planejado mais dois filmes, ambos acompanhados de álbuns, mas ainda não anunciou o envolvimento de After School.
Em 9 de fevereiro de 2020, Martinez confirmou através de seu Story no Instagram que o EP seria lançado na primavera, mas foi adiado para 25 de setembro, e que uma música com "um dos [seus] artistas [[[sic]]] favoritos" seria lançada "mais cedo do que você pensa". No dia seguinte, 10 de fevereiro, ela lançou o single autônomo "Copy Cat", com a rapper e compositora americana Tierra Whack. A canção foi originalmente destinada para ser o primeiro single do EP, mas foi retirada da lista final de faixas.
Em 15 de setembro de 2020, Martinez postou uma foto surrealista no Instagram dela em um ninho com dois ovos, com a legenda; "Segure-se nesses ovos até que eles estejam prontos para serem chocados na próxima semana", especulando que o EP seria lançado na semana seguinte. Em uma entrevista com Idolator, Martinez expressou interesse em fazer um videoclipe para "Test Me", dizendo que ela escreveu um tratamento em vídeo e que "tudo depende do quanto as pessoas se conectam com ele".

## Lista de faixas
| After School – Edição Padrão |                 |                                                                                            |                |         |  |
| N.º                          | Título          | Compositor(es)                                                                             | Produtor(es)   | Duração |  |
| 1.                           | "Notebook"      | Melanie Martinez Michael Keenan                                                            | Michael Keenan | 2:31    |  |
| 2.                           | "Test Me"       | Martinez Keenan                                                                            | Keenan         | 2:55    |  |
| 3.                           | "Brain & Heart" | Martinez Keenan Rodney Jerkins Fred Jerkins III LaShawn Daniels Cory Rooney Jennifer Lopez | Keenan         | 3:23    |  |
| 4.                           | "Numbers"       | Martinez Keenan                                                                            | Keenan         | 4:39    |  |
| 5.                           | "Glued"         | Martinez Keenan                                                                            | Keenan         | 3:13    |  |
| 6.                           | "Field Trip"    | Martinez Keenan                                                                            | Keenan         | 3:01    |  |
| 7.                           | "The Bakery"    | Blake Slatkin Martinez                                                                     | Slatkin        | 2:35    |  |
| Duração total:               | Duração total:  | Duração total:                                                                             | Duração total: | 22:17   |  |

Notas
- "Brain & Heart" contém samples de "If You Had My Love" por Jennifer Lopez.[13]

## Créditos e pessoal
Créditos adaptados do Tidal.
Músicos
- Melanie Martinez – artista principal, compositora (todas faixas)
- Michael Keenan – compositor, produtor (faixas 1-6)
- Blake Slatkin – compositor, produtor (faixa 7)
- Rodney Jerkins – compositor (faixa 3)
- Fred Jerkins III – compositor (faixa 3)
- LaShawn Daniels – compositor (faixa 3)
- Cory Rooney – compositor (faixa 3)
- Jennifer Lopez – compositora (faixa 3)

Técnico
- Randy Merrill – remasterização (todas faixas)
- Mitch McCarthy – mixagem (todas faixas)

## Desempenho comercial
| Tabela musical (2020)          | Melhor posição |
| ------------------------------ | -------------- |
| Austrália (ARIA)               | 63             |
| Bélgica (Ultratop de Flandres) | 130            |
| Estados Unidos (Billboard 200) | 74             |
| Reino Unido (UK Albums Chart)  | 70             |